# ダマール (スタートレック)
ダマール（Damar）はアメリカのSFテレビドラマ『スタートレック:ディープ・スペース・ナイン』に登場する人物。カーデシア人。カーデシアの軍人・政治家で当初の階級はグリン（尉官クラス）、のちにガル（佐官クラス）、レガート（将官クラス）。演じた俳優はケイシー・ビッグス。日本語版における声優は古田信幸。

## 経歴
ガル・デュカットが貨物船の船長に左遷された際に副官として登場し、当初はグリンの階級にあった。デュカットの部下としては、型破りなデュカットに翻弄されつつも忠実で、時に諌めることも厭わない良好な関係が窺える。
テロック・ノール陥落の混乱の最中レジスタンスに加担していたデュカットの娘トーラ・ジヤルを国家への反逆者として殺害し、デュカットが精神を病む原因を作り、彼をテロックノールに置き去りにせざるを得ない状況を作ってしまった。またキラ・ネリスからは個人的な敵意を受けることとなった。
2374年前半、ディープ・スペース・ナインが連邦とクリンゴンにより奪回されドミニオンはカーデシア・プライムに撤退した。その後、ウェイユンによってデュカットの後任の指導者に据えられる。この時、階級はグリンからガルに、さらに後にはガルからレガートに昇進した。
ドミニオンにあっては自身とカーデシアを冷遇するウェイユン、ドミニオンに対して不満を募らせ、ブリーン人に皮肉を言う、5代目ウェイユンを謀殺するなど次第に反抗的になっていった。最終的に2375年、第二次チントカ星系の戦いの後ブリーン連合とドミニオンが同盟した際にカーデシア兵が50万人見殺しにされたことを契機としてドミニオンと決別。カーデシア・プライムに対してアルファ宇宙域侵略の意図を持ってドミニオンに参加したものの属国にされただけであったことを悔い、カーデシア人に対しドミニオンへの抵抗を促すメッセージを放送、叛旗を翻し反乱軍の指導者となる。反乱軍は当初惑星連合からの支援を受け善戦したが、ガル・リヴォックの内通などもあり形勢不利に追い込まれる。
反乱軍が大打撃を被った後はエリム・ガラックがかつて住んでいた家に身を潜めカーデシア市民のレジスタンス活動を指揮、ドミニオンの補給線に大打撃を与えた。この間、ガラックやキラ・ネリスと行動を共にしている。なお、反乱後もレガートの地位は剥奪されず（カーデシアの指導者としてはより卑劣なブロカがレガートに立てられた）、最終階級はレガートである。反乱軍に参加した市民も彼に対して「レガート・ダマール」と呼びかけている。
最後はカーデシア・プライムにおいて創設者の籠る司令部を攻撃した際、ジェムハダーからの銃撃を数発も受けて死亡するが、彼はキラや同胞たちに攻撃続行を命じて息を引き取った。反乱軍は彼の死によっても撤退せず攻撃を継続、最終的にカーデシア・プライムの解放は達成された。

## 人物
カーデシア人らしく誇り高く尊大な態度を取るが、実直な軍人であり愛国者である。典型的なナショナリストとも言える。演説などに才を見せる。人並みに野心はあるのだがそれよりも愛国心の強い人物で、カーデシアの指導者として自身の能力の至らなさを苦々しく思っている。ジヤルを殺害したのちもデュカットとは遺恨はなくダマールも変わらぬ忠誠心を示し、デュカットに指導者として再びカーデシアに帰ってきて欲しいと頼むほどである。一般的なカーデシア人らしくベイジョー人に対しては差別的であり、カーデシアとベイジョーのハーフであるトーラ・ジヤルとは彼女がレジスタンスに加担する前から険悪な関係であった。先述の通りジヤルの殺害からキラから恨まれることとなるが、後にキラに対してカーデシアのレジスタンスを協力された際には感謝を述べている。